# Real Madrid (Basketball)
Real Madrid Baloncesto ist die Basketballabteilung des renommierten spanischen Sportvereins Real Madrid. Sie wurde am 8. März 1931 gegründet und konnte bislang zahlreiche nationale und internationale Erfolge feiern. Mit acht Siegen im Europapokal der Landesmeister, drei in der EuroLeague, vier im FIBA Europapokal der Pokalsieger, je einem im Korać-Cup und im ULEB Eurocup ist Real Madrid der erfolgreichste Verein des Kontinents. Darüber hinaus liegt der Klub mit 38 Titeln in der Spanischen Meisterschaft und 29 Pokalsiegen auch in Spanien an der Spitze. Ebenso wie die Fußballmannschaft ist auch die Basketballabteilung noch nie aus der obersten Spielklasse abgestiegen. Außer den Madrilenen kann das in der spanischen Liga nur Joventut von sich behaupten.

## Geschichte

### Frühe Jahre (1931–1952)
Als Pionier des Basketballs in Kastilien und bei Real Madrid gilt Ángel Cabrera. Dieser, der schon in den 1920er Jahren an der Gründung mehrerer Vereine beteiligt war, setzte sich mit dem Präsidenten Real Madrids Luis Usera und Klubsekretär Pablo Hernández Coronado in Kontakt um eine Sektion der in Spanien recht neuen Sportart zu schaffen. Am 8. März 1931 erschien in der Tageszeitung ABC folgende Annonce:

«El Real Madrid ruega a todos los señores interesados en la práctica de este deporte (basketball) pasen por la Secretaría del Club, Caballero de Gracia, 15, para recibir instrucciones con respecto al partido de la selección y entrenamiento que se jugará el próximo domingo, a las diez de la mañana, contra el Instituto Escuela»

„Real Madrid bittet alle an der Ausübung dieses Sportes (Basketball) interessierten Herren beim Sekretariat des Klubs, Caballero de Gracia, 15, vorbeizukommen, um Anweisungen bezüglich des Spieles der Auswahl und des Trainings, dass kommenden Sonntag, um 10 Uhr Vormittags, gegen Instituto Escuela stattfindet, zu erhalten.“

Am Sonntag, dem 15. März 1931 bestritt die Mannschaft gegen Instituto Escuela das erste Freundschaftsspiel. Die erste offizielle Begegnung fand schließlich am 22. März 1931 im Zuge der Kastilischen Meisterschaft gegen Dumping BBC statt und endete mit einer 5:19-Niederlage. Das Turnier beendete die Mannschaft letztlich auf dem dritten Platz. Der erste Titelerfolg gelang bereits im Jahr 1933, als sich Real Madrid in der Kastilischen Meisterschaft gegen den großen Rivalen früher Zeiten, Rayo Club de Madrid, mit 22:16 durchsetzen konnte. Im selben Jahr erreichte man gegen denselben Gegner auch das erste Endspiel um den Spanischen Pokal, unterlag jedoch mit 11:21.
Nach dem Ende des Spanischen Bürgerkriegs (1936–1939) erreichte der Klub drei weitere Male das Endspiel um den spanischen Pokal, doch 1944, 1948 und 1949 scheiterte man erneut gegen Laietà BC, Joventut Badalona und dem FC Barcelona. Der erste Erfolg beim damals wichtigsten gesamtspanischen Turnier gelang schließlich 1951 durch ein 47:36 gegen den FC Barcelona und konnte 1952 mit einem Finalsieg gegen Joventut de Badalona wiederholt werden.

### Goldene Ära unter Raimundo Saporta und Pedro Ferrándiz (1952–1975)

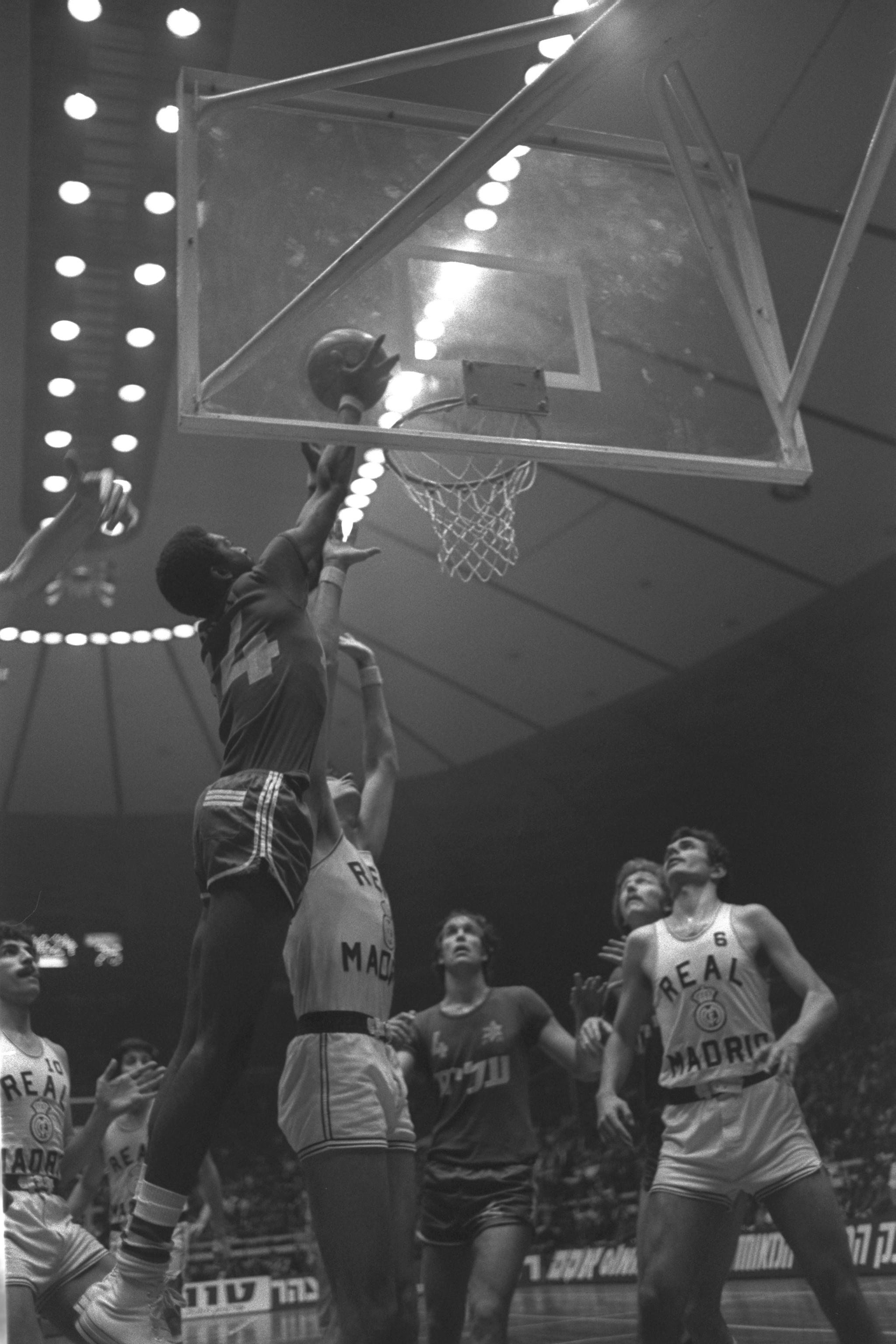
Real Madrid in einem Spiel gegen Maccabi Tel Aviv (1975).

Als ein bedeutendes Ereignis in der Geschichte der Basketballsektion von Real Madrid gilt die Verpflichtung von Raimundo Saporta. Dieser wurde auf Anfrage des damaligen Vereinspräsidenten Santiago Bernabéu im Jahr 1952 zunächst als Berater vom spanischen Verband empfohlen und ging ab 1953 als Funktionär in den Dienst des Klubs. Saporta hatte großen Anteil an der Gründung der Spanischen Basketballliga, die im Jahr 1957 erstmals ausgetragen wurde. Real Madrid gewann den Bewerb auf Anhieb und konnte den Titel auch 1958 verteidigen. Unter Saportas Führung verpflichtete der Klub zudem im Jahr 1955 den jungen Basketballtrainer Pedro Ferrándiz. Dieser übernahm, nach zwei Saisons im Nachwuchs des Vereins und zwei weiteren Jahren als Cheftrainer von CD Hesperia, in der Spielzeit 1959/60 die erste Mannschaft von Real Madrid und sollte den Klub zu einem der erfolgreichsten des Kontinents formen. Neben der Vormachtstellung in der heimischen Liga, Real Madrid gewann von 1959 bis zu Ferrándiz’ Abgang als Trainer 1975 mit Ausnahme der Saison 1966/67 alle Meistertitel, konnte das Team im Europapokal der Landesmeister auch die Dominanz der Mannschaften aus der Sowjetunion brechen. 
In der Spielzeit 1961/62 erreichten die „Königlichen“ als erstes Team von außerhalb des Ostblocks das Endspiel, unterlagen dort jedoch BK Dinamo Tiflis mit 90:83. Nach einer weiteren Finalniederlage im Folgejahr gegen PBK ZSKA Moskau gelang in der Saison 1963/64 schließlich der Durchbruch, Real Madrid setzte sich gegen den Vertreter der Tschechoslowakei BC Brünn durch und eroberte erstmals den höchsten europäischen Bewerb. Den Titel konnte das Team 1964/65 gegen ZSKA Moskau erfolgreich verteidigen, 1966/67 und 1967/68 folgten gegen Olimpia Milano und BC Brünn zwei weitere Triumphe im Europapokal der Landesmeister und 1968/69 scheiterte die Mannschaft erst im Endspiel an ZSKA Moskau. Tragende Spieler jener Epoche, in der Real Madrid zum erfolgreichsten Basketballklub Europas aufstieg, waren unter anderem die schon in jungen Jahren von Coach Ferrándiz verpflichteten US-amerikaner Wayne Hightower, der jedoch nach der Saison 1961/62 in die NBA wechselte, Clifford Luyk, Wayne Brabender oder Miles Aiken, sowie die Spanier Emiliano Rodríguez, Lolo Sainz oder Carlos Sevillano.
Der bereits fünfte Titel im Europapokal der Landesmeister sollte 1973/74 folgen. Neben Brabender und Luyk war mit Walter Szczerbiak ein weiterer US-Amerikaner zur Mannschaft gestoßen, Lenker des Spiels war der junge Point Guard aus der eigenen Jugend Juan Antonio Corbalán, der zusammen mit seinen Landsleuten Rafael Rullán, Vicente Ramos oder Carmelo Cabrera die Erfolgsgeschichte des Klubs fortschreiben sollte.
Insgesamt errang Real Madrid unter der Führung von Pedro Ferrándiz als Trainer und Sportdirektor 15 spanische Meisterschaften, 13 Pokalsiege und fünf Triumphe im Europapokal der Landesmeister.

### Erfolge unter Lolo Sainz (1975–1989)
Im Jahr 1975 ersetzte der ehemalige Spieler und Assistenztrainer Lolo Sainz Ferrándiz als Chefcoach. Sein erster internationaler Erfolg war der Gewinn des Intercontinental Cups 1976, ein Turnier, das Real Madrid drei Mal in Folge gewinnen sollte. In der Saison 1977/78 gelang durch ein 75:67 im Endspiel gegen Pallacanestro Varese der sechste Sieg im Europapokal der Landesmeister. Mann des Spiels war Walter Szczerbiak, der 26 Punkte beisteuerte. Dies sollte die letzte Spielzeit von Starcenter Clifford Luyk in den Reihen der „Königlichen“ sein. Nur zwei Jahre später, in der Saison 1979/80, errang die Mannschaft zum siebten Mal den Sieg im höchsten europäischen Bewerb. Gegner im Endspiel war diesmal Maccabi Tel Aviv, das mit 89:85 bezwungen werden konnte. Bester Mann auf Seiten der Spanier war Rafael Rullán mit 27 Punkten.
Im Jahr 1981 folgte mit dem Sieg bei der Basketball Klub-WM ein weiterer internationaler Titel. Durch Erfolge beim Europapokal der Pokalsieger 1983/84 und 1988/89 sowie im Korac Cup 1987/88 konnte der Klub seine Stellung als erfolgreichste Mannschaft des Kontinents festigen. Bei nationalen Bewerben holte Real Madrid zwar unter Trainer Lolo Sainz bis zu seinem Abgang im Jahr 1989 in 14 Spielzeiten acht Meistertitel, vier Pokalsiege und einen Supercup, ab 1986 verlor man jedoch die Vormachtstellung in Spanien zusehends an den FC Barcelona und Joventut Badalona. Als herausragende Spieler jener Zeit sind neben Szczerbiak, Brabender, Luyk, Corbalán und Rullán auch Fernando Romay, Fernando Martín, Dražen Dalipagić, Mirza Delibašić, Juanma Iturriaga oder der spätere NBA-Spieler Dražen Petrović zu nennen.

### Wachsende nationale Konkurrenz und achter Europapokalsieg (1989–1997)
Neben dem Erzrivalen FC Barcelona, der sich ab Mitte der 1980er Jahre sukzessive zum dominanten Klub im spanischen Basketball entwickelte, und Joventut Badalona, einem weiteren Traditionsverein der schon während der 1960er und 1970er zwei Meistertitel erobern konnte, gelang es auch immer häufiger weiteren spanische Basketballvereinen konkurrenzfähige Mannschaften zusammenstellen und mit den beiden Großklubs um die nationalen und internationalen Trophäen zu konkurrieren. Zu nennen sind insbesondere Tau Vitoria, Unicaja Málaga, Valencia Basket Club oder während der späten 1990er Jahre auch Bàsquet Manresa.
Die erste Saison nach der Ära Lolo Sainz, in der mit George Karl ein Startrainer mit NBA-Erfahrung die Mannschaft übernahm, war überschattet vom tragischen Tod des Mannschaftskapitäns und Publikumslieblings Fernando Martín. Der Center, der zu jener Zeit als der beste spanische Spieler galt, kam am 3. Dezember 1989 bei einem Autounfall ums Leben. Das Team beendete die Saison nur auf dem dritten Rang und scheiterte im Endspiel des Europapokals der Pokalsieger an Virtus Bologna.
Nach einer weiteren titellosen Saison mit Ex-Spieler Wayne Brabender als Cheftrainer, folgte ab 1991 der Startschuss zu einer sehr erfolgreichen Epoche. Die Spielzeit begann zunächst mit George Karl auf der Trainerbank, der jedoch noch vor Ende der Saison zu den Seattle SuperSonics wechselte und durch Clifford Luyk ersetzt werden musste. Die Meisterschaft beendete das Team zwar nur als Vizemeister, doch im FIBA Europacup setzte sich Real Madrid mit 65:63 gegen PAOK Thessaloniki durch und eroberte zum dritten Mal den zweithöchsten kontinentalen Bewerb. Angeführt von Spielern wie Arvydas Sabonis, José Biriukov, José Miguel Antúnez, Joe Arlauckas oder Rimas Kurtinaitis stieg die Mannschaft jedoch wieder zu alter Größe auf, feierte sowohl 1992/93 als auch 1993/94 den Gewinn der Meisterschaft und holte 1993 zudem den spanischen Pokal.
Den Höhepunkt jener Epoche sollte aber die Saison 1994/95 bringen. Zwar beendete die von Željko Obradović trainierte Mannschaft die Meisterschaft nur auf dem dritten Platz, doch im Europapokal der Landesmeister setzte sich Real Madrid, angeführt von Star-Center Arvydas Sabonis, mit 73:61 gegen Olympiakos Piräus durch um zum insgesamt achten Mal die wichtigste europäische Trophäe zu erobern.
Der Rückkehr auf den kontinentalen Thron folgte ein Kaderumbau. Mit Sabonis, der zu den Portland Trail Blazers wechselte, Kurtinaitis oder Biriukov verließen einige Größen den Klub. Power Forward Joe Arlauckas verblieb und bildete an der Seite von Neuverpflichtungen wie Dejan Bodiroga, Alberto Herreros, Alberto Angulo, Pablo Laso und Juan Antonio Orenga einen schlagkräftigen Kader, der 1996/97 schließlich durch ein 78:64 gegen Mash Verona zum vierten Mal den FIBA Eurocup gewinnen konnte.

### Europäische Durststrecke (1997–2006)
Auf diesen internationalen Erfolg sollte eine lange Durststrecke folgen. Der Abgang von Startrainer Obradović und Spielern wie Arlauckas und Mike Smith konnte nicht kompensiert werden. Nach zwei titellosen Jahren gelang Real Madrid schließlich 1999/2000, angeführt von Aleksandar Đorđević und Alberto Angulo und mit Sergio Scariolo als Coach, durch ein 3:2 im Final-Play-off gegen den Erzrivalen FC Barcelona der 28. Meistertitel.
Einen sportlichen Tiefpunkt stellte die Saison 2002/03 dar. Die Mannschaft erreichte nur den 10. Platz in der Meisterschaft, die schlechteste Platzierung in der Vereinsgeschichte, und nahm damit erstmals nicht am Play-off um den Titel teil. In der Spielzeit 2003/04 gelang Real Madrid im ULEB Cup erstmals seit 1997 wieder der Einzug ins Endspiel eines internationalen Wettbewerbs. Dieses verlor die Mannschaft jedoch überraschend mit 72:83 gegen Hapoel Jerusalem.
Unter Trainer Božidar Maljković glückte in der Saison 2004/05, nach fünf schwachen Jahren, ein emotionaler Erfolg. Das Team um Felipe Reyes, Louis Bullock, Axel Hervelle und Mickaël Gelabale erreichte gegen Tau Vitoria das Finale um die Meisterschaft und gewann das entscheidende fünfte Spiel auswärts in der Fernando Buesa Arena mit 70:69, dabei lag das Heimteam nur 42 Sekunden vor Schluss mit 61:69 klar in Führung und schien bereits als sicherer Meister. In einer furiosen Aufholjagd kam Real Madrid innerhalb weniger Sekunden durch einen Drei-Punkte-Treffer von Gelabale, einen Korbleger von Justin Hamilton und einen verwandelten Freiwurf von Moustapha Sonko auf 67:69 heran. Den siegbringenden Drei-Punkte-Treffer verwertete kurz vor der Schlusssirene Mannschaftskapitän Alberto Herreros, der damals zudem seine letzte Spielzeit als Aktiver bestritt.
Eine enttäuschende Saison 2005/06, bei der Real Madrid nur den sechsten Platz in der Meisterschaft erreichte, beendete die Ära Maljković. Die Nachfolge übernahm sein ehemaliger Assistenztrainer Joan Plaza.

### Double unter Plaza und Messinas Scheitern (2006–2011)
Joan Plaza konnte auf Anhieb eine kompakte Mannschaft formen die in der Spielzeit 2006/07 mit einem 3:1-Sieg in der Finalserie gegen den FC Barcelona den 30. spanischen Meistertitel der Klubgeschichte eroberte. Darüber hinaus gelang im ULEB Cup durch ein 87:75 im Endspiel gegen Lietuvos rytas der erste internationale Erfolg seit zehn Jahren. Neben Kapitän Felipe Reyes und Louis Bullock bestachen in jener Mannschaft auch die Rückkehrer Raül López und Alex Mumbrú sowie Shooting Guard Charles Smith oder Point Guard Kerem Tunçeri. Auch 2007/08 begann die Mannschaft stark, beendete den Grunddurchgang der Meisterschaft auf dem ersten Platz, schied dann aber völlig überraschend im Viertelfinal-Play-off gegen den achtplatzierten Unicaja Málaga aus. Nach einem weiteren titellosen Jahr wurde der Vertrag von Coach Plaza nicht verlängert.
Im Sommer 2009 verpflichtete Real Madrid mit Ettore Messina einen der renommiertesten Trainer des Kontinents und vollzog auch einen tiefgreifenden Kaderumbau. Nur vier Spieler, darunter Reyes, Bullock und das junge Talent Sergio Llull, wurden gehalten, während mit Jorge Garbajosa, Pablo Prigioni, Darjuš Lavrinovič, Novica Veličković, Travis Hansen oder Rimantas Kaukėnas einige namhafte Basketballer verpflichtet wurden. Das sportliche Ziel war nicht nur die spanische Meisterschaft, sondern auch wieder zu einem Titelaspiranten in der EuroLeague zu werden. Messina konnte jedoch nicht an seine großen Erfolge bei Virtus Bologna und ZSKA Moskau anschließen. Im Pokal scheiterte sein Team zwei Mal hintereinander im Endspiel und in der Meisterschaft kam Real Madrid nicht über das Halbfinale hinaus. 
Noch vor Ende der Saison 2010/11 verließ Messina, dem ein schlechtes Verhältnis zu mehreren Spielern nachgesagt wurde, überraschend den Klub und überließ seinem Assistenztrainer Emanuele Molin den Posten. Zwar erreichte Real Madrid in diesem Jahr erstmals seit 15 Jahren wieder das Final Four der EuroLeague, belegte dort jedoch nach hohen Niederlagen gegen Maccabi Tel Aviv und Montepaschi Siena nur den vierten Platz. Das mit vielen Hoffnungen und großen Zielen verbundene Projekt Messinas war gescheitert.

### Drei Euroleague-Finals in Folge und Triple Crown 2015 (seit 2011)

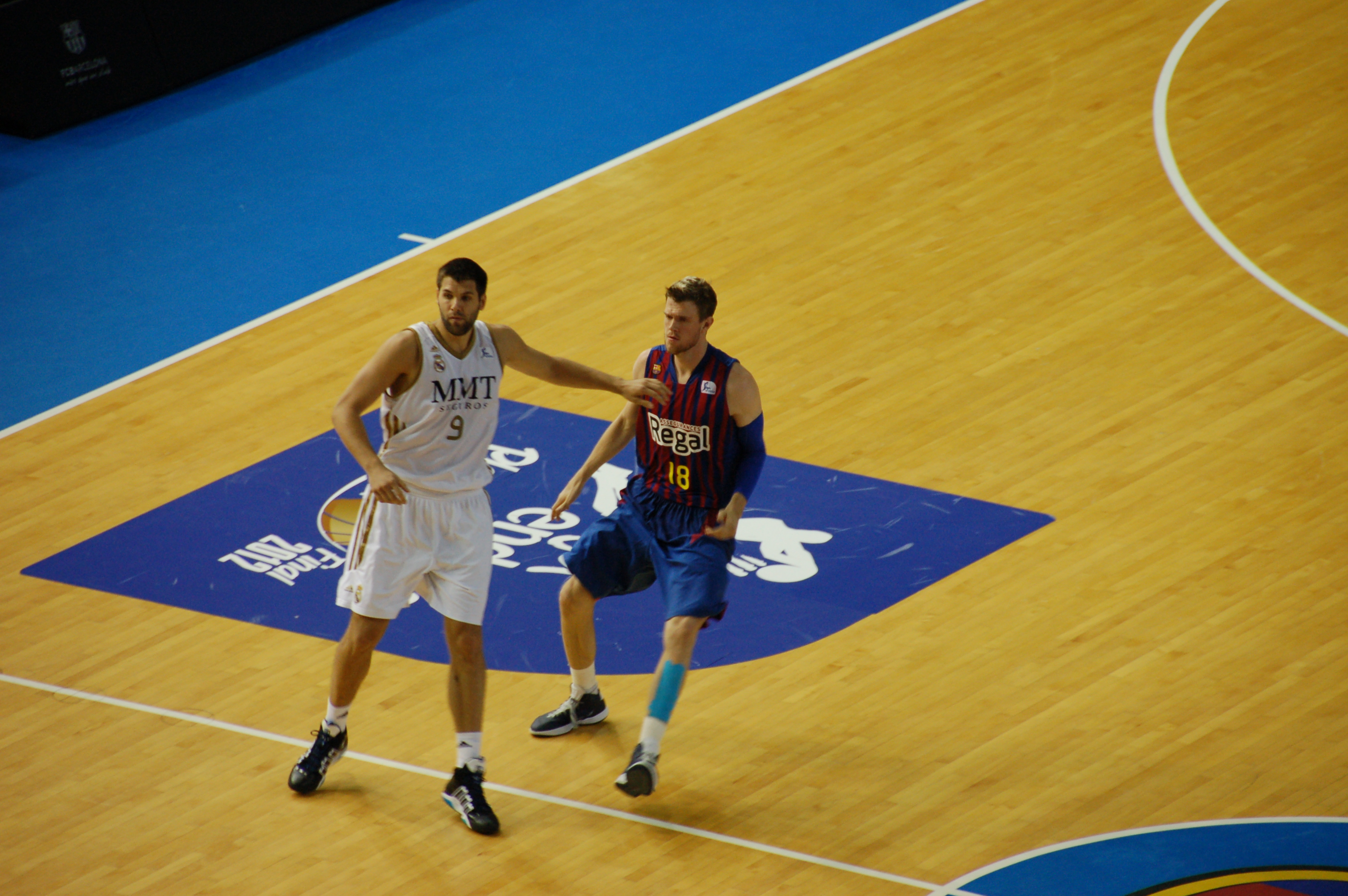
Kapitän Felipe Reyes (links) im Duell mit CJ Wallace vom FC Barcelona (2012).

Im Sommer 2011 verpflichtete Real Madrid mit dem ehemaligen Spieler des Vereins Pablo Laso einen recht unerfahrenen Trainer. Sein schnelles und offensivorientiertes Spiel konnte das Publikum auf Anhieb begeistern und auch in den Duellen gegen den Erzrivalen FC Barcelona agierte Real Madrid seit langem wieder auf Augenhöhe. Sein erster Erfolg war der Sieg beim spanischen Pokal 2012, ein Titel den der Klub seit 19 Jahren nicht mehr gewonnen hatte. Im Finale bezwang die Mannschaft den Erzrivalen aus Barcelona mit 91:74. Auch in der Meisterschaft brachte es das Team bis ins Finale, wo sich Titelfavorit Barça in einer packenden Serie mit 2:3 an Real Madrid revanchierte.
In der Saison 2012/13 setzten sich die Duelle zwischen den beiden Großklubs um die Vormachtstellung in Spanien fort. Zu Beginn der Spielzeit gewannen die „Königlichen“ im Endspiel des Supercups mit 95:84 gegen den FC Barcelona. In der Copa del Rey waren es die Katalanen, die im Viertelfinale nach zwei Verlängerungen mit 111:108 siegten und schließlich auch den Titel holten. In der EuroLeague erreichte Real Madrid erneut das Final Four, setzte sich dort im Halbfinale mit 74:67 gegen den FC Barcelona durch und zog erstmals seit 18 Jahren wieder in ein Endspiel des höchsten kontinentalen Wettbewerbs ein. Dort scheiterte die Mannschaft jedoch in einer Neuauflage des Finales von 1995 mit 88:100 an Olympiakos Piräus. Im Play-off um die spanische Meisterschaft traf Real Madrid, das den Grunddurchgang auf dem ersten Platz beendet hatte, im Finale erneut auf den FC Barcelona und setzte sich mit 3:2 durch um den insgesamt 31. Meistertitel zu erobern.
In der Saison 2013/14 erreichten die Madrilenen erneut das Finale der EuroLeague. Nachdem das Team im Halbfinale des Final Four den FC Barcelona mit 100:62 deutlich besiegte, verlor man im Endspiel gegen Maccabi Tel Aviv mit 86:98 nach Verlängerung.
2014/15 gelang dann der ersehnte Triumph in der EuroLeague. In heimischer Halle setzten sich die Königlichen im Halbfinale des Final Four zunächst gegen Fenerbahçe Ülker mit 96:87 und im Finale gegen Olympiakos Piräus mit 78:59 durch. Nach den acht Triumphen im Europapokal der Landesmeister war es der erste Sieg in der EuroLeague. Wenig später gewann Real Madrid auch im Playoff um die spanische Meisterschaft mit 3:0 gegen den FC Barcelona. Schon zuvor hatte sich die Mannschaft sowohl im spanischen Pokal als auch im Supercup durch Finalsiege gegen den Erzrivalen durchgesetzt und damit als erstes Team in der Geschichte des spanischen Basketballs die vier wichtigsten Titel in einer Saison erobert. Zum insgesamt dritten Mal nach 1964/65 und 1973/74 holte Real Madrid die Triple Crown, bestehend aus Siegen im höchsten kontinentalen sowie in den jeweils wichtigsten nationalen Liga- und Pokalwettbewerben in einer Spielzeit.
Am 4. Juli 2022 trennte sich der Club nach elf Jahren, aus medizinischen Gründen, von Trainer Pablo Laso. Laso hatte am 5. Juni des Jahres, während der Play-offs in der Liga ACB, einen Herzinfarkt erlitten.

## Spielstätten

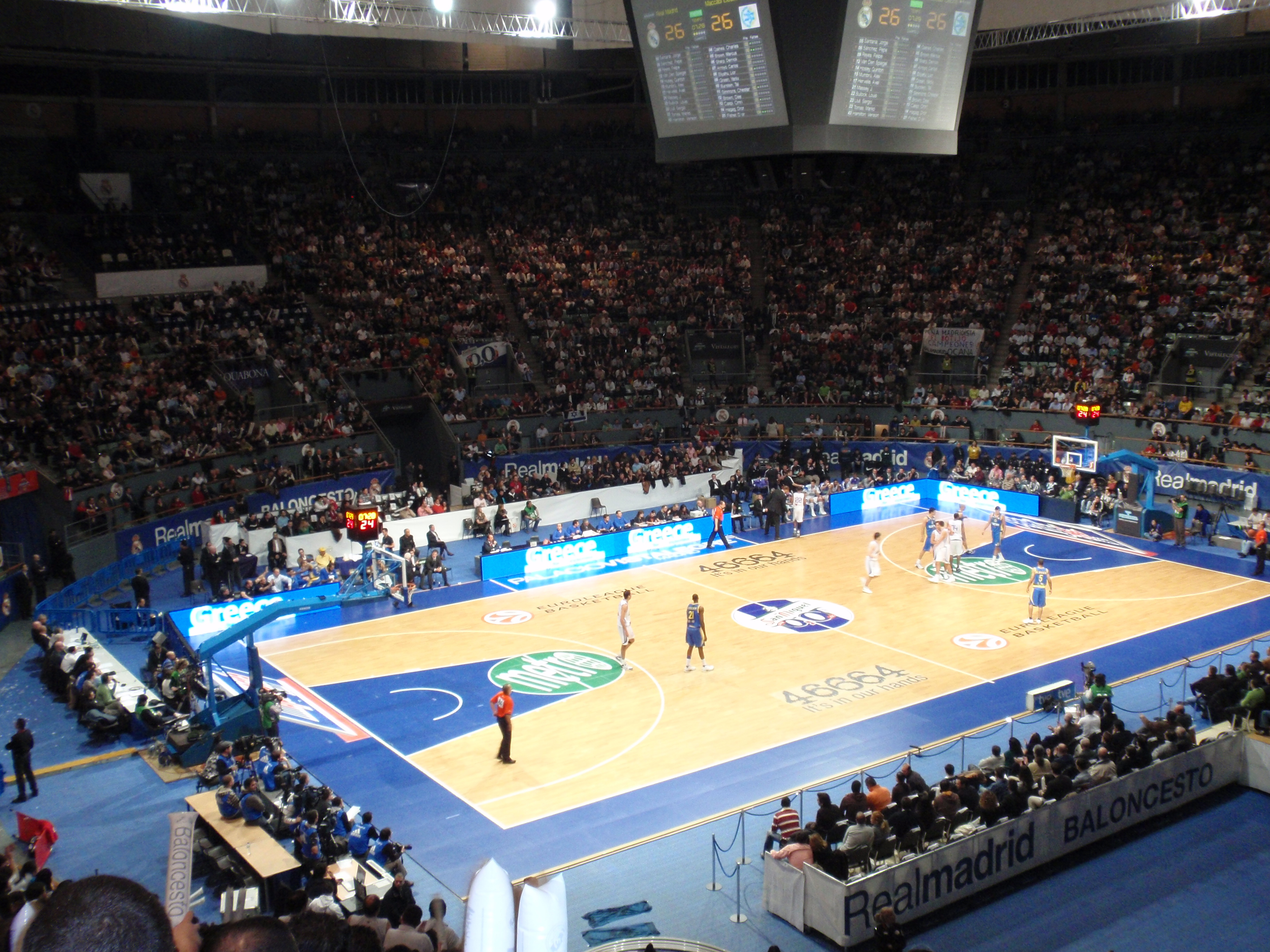
Real Madrid gegen Maccabi Tel Aviv im Palacio Vistalegre (2009)

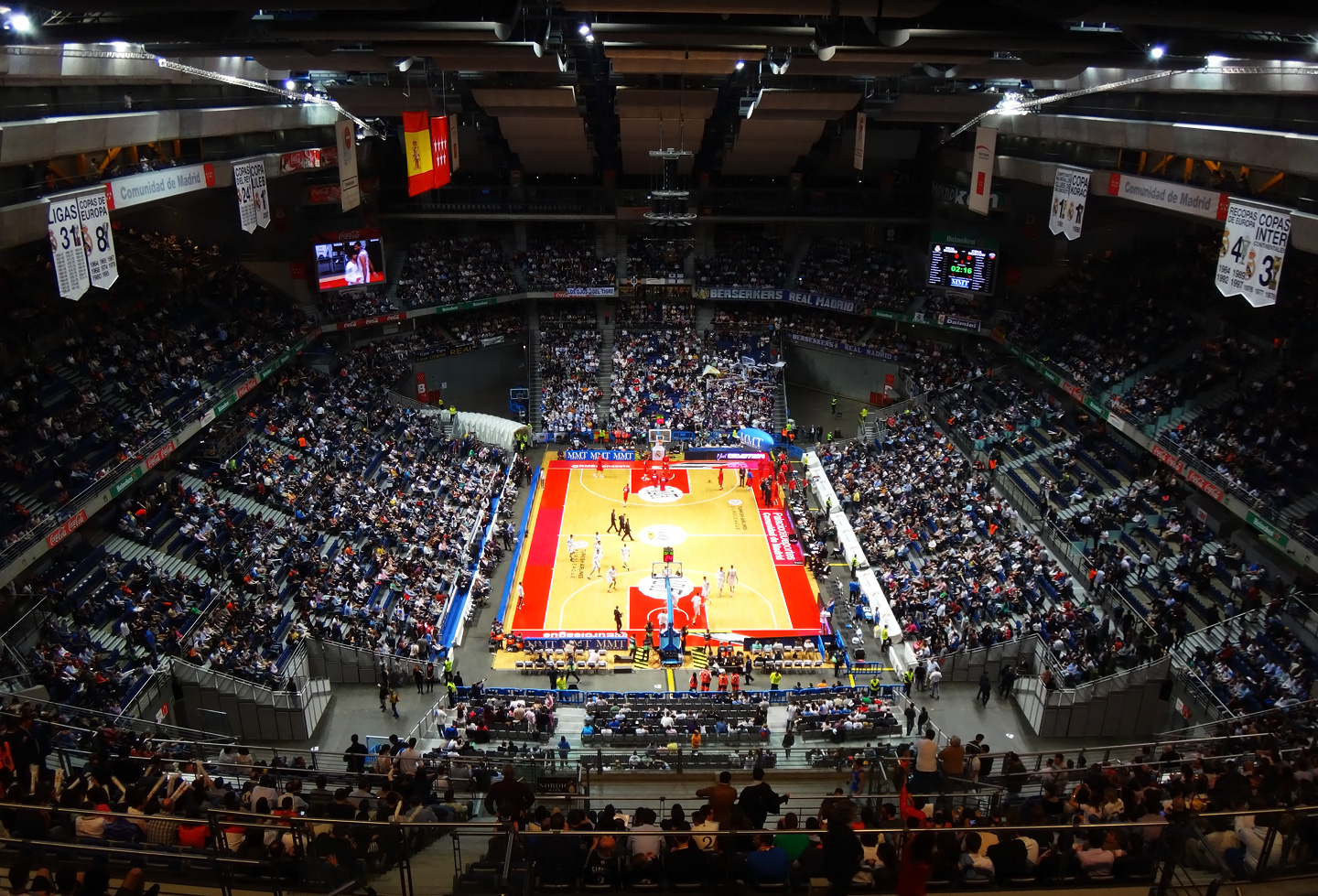
Real Madrid gegen ZSKA Moskau im Palacio de Deportes (2014)

Die erste Spielstätte der Basketballmannschaft von Real Madrid befand sich unter einer der Tribünen des alten Estadio de Chamartín. Sie verfügte lediglich über Stehplätze. Nach Ende des Spanischen Bürgerkriegs übersiedelte die Mannschaft ins Frontón Recoletos. Die eigentlich für Pelota konzipierte Halle war die erste überdachte Spielstätte der Basketballmannschaft und bot rund 2200 Zuschauern Platz. Im Jahr 1952 wechselte das Team ins etwas größere Frontón Fiesta Alegre, mit einer Kapazität für rund 3500 Besucher. Hier sollte die Mannschaft auch die ersten beiden Erfolge im Europapokal der Landesmeister feiern.
Als die Eigentümer der Spielstätte sich 1965 zum Abriss entschlossen, übersiedelte das Team provisorisch ins Colegio Maravillas bevor der Klub am 6. Januar 1966 das vereinseigene Pabellón de la Ciudad Deportiva auf den Gründen des Trainingsgeländes von Real Madrid, am Paseo de la Castellana, einweihen konnte. Dieses bot rund 5.000 Zuschauern Platz und sollte für rund 20 Jahre die Heimstätte der Basketballsektion der „Königlichen“ sein.
Aufgrund des wachsenden Publikumsinteresses verließ das Team im Jahr 1986 die vereinseigene Halle und spielte fortan im 15.000 Plätze fassenden Palacio de Deportes. In den späten 1990er Jahren durchlief die Basketballmannschaft von Real Madrid eine sportliche Durststrecke, die sich auch in sinkenden Zuschauerzahlen äußerte, woraufhin der Klub sich dazu entschloss wieder in die vereinseigene Halle zurückzukehren.
Nach einjähriger Renovierung, während der die Mannschaft von 1998 bis 1999 im Polideportivo Parque Corredor in Torrejón de Ardoz ihre Heimspiele austrug, übersiedelte das Team in die nun zu Ehren von Raimundo Saporta in Pabellón Raimundo Saporta umgetaufte Arena, die 5200 Zuschauern Platz bot. Der Verkauf des Trainingsgeländes Ciudad Deportiva zur Schuldentilgung führte im Jahr 2004 zum Abriss der Arena, die der Baustelle der Cuatro Torres Business Area weichen musste.
Seither bestritt das Basketballteam von Real Madrid seine Heimspiele in diversen Sporthallen der Stadt. Von 2004 bis 2010 spielte man im Palacio Vistalegre. Im Sommer 2010 zog die Mannschaft in die neu errichtete Caja Mágica, die jedoch aufgrund der abgeschiedenen Lage bei den Anhängern des Klub sehr unbeliebt war. Der Klub reagierte darauf 2011 mit dem Wechsel ins 2005 von Grund auf neu errichtete Palacio de Deportes (heute: Movistar Arena), während in der Caja Mágica bis 2012 nur noch die Heimspiele in der EuroLeague ausgetragen wurden.
| Name                                                                      | Zuschauer | Zeitraum  |
| ------------------------------------------------------------------------- | --------- | --------- |
| Estadio de Chamartín                                                      |           | 1931–1936 |
| Frontón Recoletos                                                         | 2.200     | 1939–1952 |
| Frontón Fiesta Alegre                                                     | 3.500     | 1952–1965 |
| Colegio Maravillas                                                        | 500       | 1965      |
| Pabellón de la Ciudad Deportiva                                           | 5.000     | 1966–1986 |
| Palacio de Deportes                                                       | 15.000    | 1986–1998 |
| Polideportivo Parque Corredor                                             | 3.000     | 1998–1999 |
| Pabellón Raimundo Saporta                                                 | 5.200     | 1999–2004 |
| Palacio Vistalegre                                                        | 15.000    | 2004–2010 |
| Caja Mágica                                                               | 12.442    | 2010–2012 |
| Palacio de Deportes / Barclaycard Center / WiZink Center / Movistar Arena | 15.000    | seit 2011 |

## Rivalitäten

### FC Barcelona
Die beiden Klubs Real Madrid und den FC Barcelona verbindet eine langjährige Rivalität, die insbesondere aufgrund der Duelle der beiden Fußballmannschaften unter dem Namen El Clásico internationale Bekanntheit erlangte. Auch im Basketball handelt es sich um die beiden mit Abstand erfolgreichsten Vereine des Landes und so erregen auch hier die häufig sehr emotional geführten Aufeinandertreffen der beiden Erzrivalen großes Interesse.

### CB Estudiantes
CB Estudiantes ist ein im Jahre 1948 gegründeter Basketballklub aus Madrid, der von Beginn der spanischen Meisterschaft bis 2021 in der höchsten Spielklasse vertreten war. Die Duelle zwischen Real Madrid und Estudiantes sind ein klassisches Stadtderby und insbesondere unter den Basketballfans der spanischen Hauptstadt eines der wichtigsten Aufeinandertreffen jeder Saison.

## Aktueller Kader
| Spieler | Spieler            | Spieler           | Spieler    | Spieler | Spieler | Spieler                 |
| Nr.     | Nat.               | Name              | Geburt     | Größe   | Info    | Letzter Verein          |
| ------- | ------------------ | ----------------- | ---------- | ------- | ------- | ----------------------- |
|         |                    | Guards (PG, SG)   |            |         |         |                         |
| 1       | /                  | David Krämer      | 14.01.1997 | 1,99 m  |         | CB 1939 Canarias        |
| 7       | /                  | Facundo Campazzo  | 23.03.1991 | 1,81 m  |         | Roter Stern Belgrad     |
| 9       | Italien            | Gabriele Procida  | 01.06.2002 | 1,98 m  |         | Alba Berlin             |
| 12      | Frankreich         | Théo Maledon      | 12.06.2001 | 1,95 m  |         | ASVEL Lyon-Villeurbanne |
| 23      | Spanien            | Sergio Llull      | 15.11.1987 | 1,90 m  | ESP     | Bàsquet Manresa         |
| 24      | /                  | Andrés Feliz      | 15.07.1997 | 1,88 m  |         | Joventut de Badalona    |
|         |                    | Forwards (SF, PF) |            |         |         |                         |
| 6       | Spanien            | Alberto Abalde    | 15.12.1995 | 2,02 m  | ESP     | Valencia Basket         |
| 8       | Vereinigte Staaten | Chuma Okeke       | 18.08.1998 | 2,01 m  | NFE     | Cleveland Cavaliers     |
| 11      | Kroatien           | Mario Hezonja     | 25.02.1995 | 2,06 m  | ESP     | UNICS Kasan             |
| 14      | Argentinien        | Gabriel Deck      | 08.02.1995 | 1,98 m  | NFE     | Oklahoma City Thunder   |
|         |                    | Center (C)        |            |         |         |                         |
| 16      | Spanien            | Usman Garuba      | 09.03.2002 | 2,03 m  | ESP     | Golden State Warriors   |
| 20      | Angola             | Bruno Fernando    | 15.08.1998 | 2,08 m  |         | Toronto Raptors         |
| 22      | Kap Verde          | Walter Tavares    | 23.03.1992 | 2,20 m  | ESP     | Raptors 905             |

| Trainer | Trainer           | Trainer        |
| Nat.    | Name              | Position       |
| ------- | ----------------- | -------------- |
| Italien | Sergio Scariolo   | Head Coach     |
| Spanien | Francisco Redondo | Co-Trainer     |
| Spanien | Lolo Calín        | Co-Trainer     |
| Spanien | Guillermo Frutos  | Co-Trainer     |
| Spanien | Juan Trapero      | Fitnesstrainer |

| Legende                | Legende                            |
| Abk.                   | Bedeutung                          |
| ---------------------- | ---------------------------------- |
| (C)                    | Mannschaftskapitän                 |
| ESP                    | in Spanien ausgebildet (min. vier) |
| NFE                    | nicht FIBA-Europa (max. zwei)      |
| Quellen                |                                    |
| Teamhomepage           |                                    |
| Ligahomepage           |                                    |
| Stand: 11. August 2025 |                                    |

| Legende                | Legende                            |
| Abk.                   | Bedeutung                          |
| ---------------------- | ---------------------------------- |
| (C)                    | Mannschaftskapitän                 |
| ESP                    | in Spanien ausgebildet (min. vier) |
| NFE                    | nicht FIBA-Europa (max. zwei)      |
| Quellen                |                                    |
| Teamhomepage           |                                    |
| Ligahomepage           |                                    |
| Stand: 11. August 2025 |                                    |

### Transfers zur Saison 2025/26
| Zugänge          | Zugänge                 |
| Name             | Bisheriger Verein       |
| Sommerpause 2025 | Sommerpause 2025        |
| ---------------- | ----------------------- |
| David Krämer     | CB 1939 Canarias        |
| Théo Maledon     | ASVEL Lyon-Villeurbanne |
| Chuma Okeke      | Cleveland Cavaliers     |
| Gabriele Procida | Alba Berlin             |

| Abgänge             | Abgänge          |
| Name                | Neuer Verein     |
| Sommerpause 2025    | Sommerpause 2025 |
| ------------------- | ---------------- |
| Hugo González       | Boston Celtics   |
| Serge Ibaka         |                  |
| Džanan Musa         | Dubai Basketball |
| Eli John Ndiaye     | Atlanta Hawks    |
| Xavier Rathan-Mayes | Bayern München   |

## Daten und Fakten

### Erfolge

#### International
Europapokal der Landesmeister: (8 – Rekord)
- 1963/64, 1964/65, 1966/67, 1967/68, 1973/74, 1977/78, 1979/80, 1994/95

EuroLeague: (3)
- 2014/15, 2017/18, 2022/23

Europapokal der Pokalsieger: (4 – Rekord)
- 1983/84, 1988/89, 1991/92, 1996/97

Korać-Cup: (1)
- 1987/88

Intercontinental Cup/Basketball Klub-WM: (5 – Rekord)
- 1976, 1977, 1978, 1981, 2015

Coupe Latine: (1)
- 1952/53

ULEB Cup: (1)
- 2006/07

#### National
Spanische Meisterschaft: (38 – Rekord)
- 1956/57, 1957/58, 1959/60, 1960/61, 1961/62, 1962/63, 1963/64, 1964/65, 1965/66, 1967/68, 1968/69, 1969/70, 1970/71, 1971/72, 1972/73, 1973/74, 1974/75, 1975/76, 1976/77, 1978/79, 1979/80, 1981/82, 1983/84, 1984/85, 1985/86, 1992/93, 1993/94, 1999/2000, 2004/05, 2006/07, 2012/13, 2014/15, 2015/16, 2017/18, 2018/19, 2021/22, 2023/24, 2024/25

Copa del Rey: (29 – Rekord)
- 1950/51, 1951/52, 1953/54, 1955/56, 1956/57, 1959/60, 1960/61, 1961/62, 1964/65, 1965/66, 1966/67, 1969/70, 1970/71, 1971/72, 1972/73, 1973/74, 1974/75, 1976/77, 1984/85, 1985/86, 1988/89, 1992/93, 2011/12, 2013/14, 2014/15, 2015/16, 2016/17, 2019/20, 2023/24

Supercup: (10 – Rekord)
- 1984/85, 2012, 2013, 2014, 2018, 2019, 2020, 2021, 2022, 2023

#### Regional
Madrider Meisterschaft: (20 – Rekord)
- 1984, 1985, 1986, 1987, 1989, 1991, 1994, 1995, 1997, 2000, 2004, 2005, 2006, 2007, 2008, 2009, 2010, 2011, 2012, 2013

Trofeo Marca: (8 – Rekord)
- 1957, 1958, 1961, 1962, 1963, 1964, 1966, 1967

Kastilische Meisterschaft: (11 – Rekord)
- 1932/33, 1941/42, 1942/43, 1943/44, 1947/48, 1948/49, 1949/50, 1952/53, 1953/54, 1955/56, 1956/57

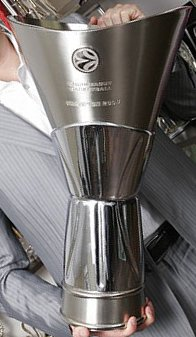
ULEB Euroleague
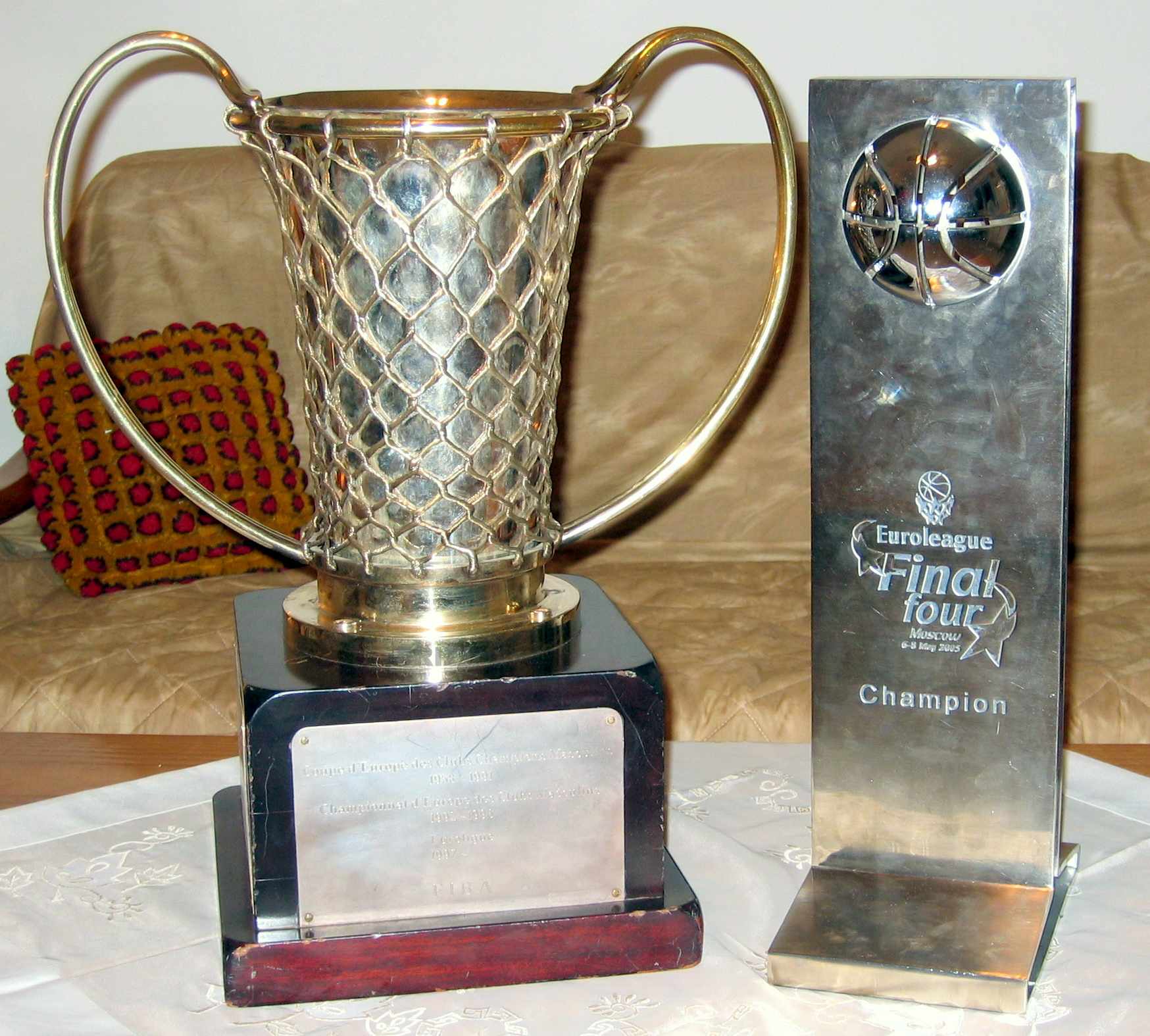
Europapokal der Landesmeister (links)
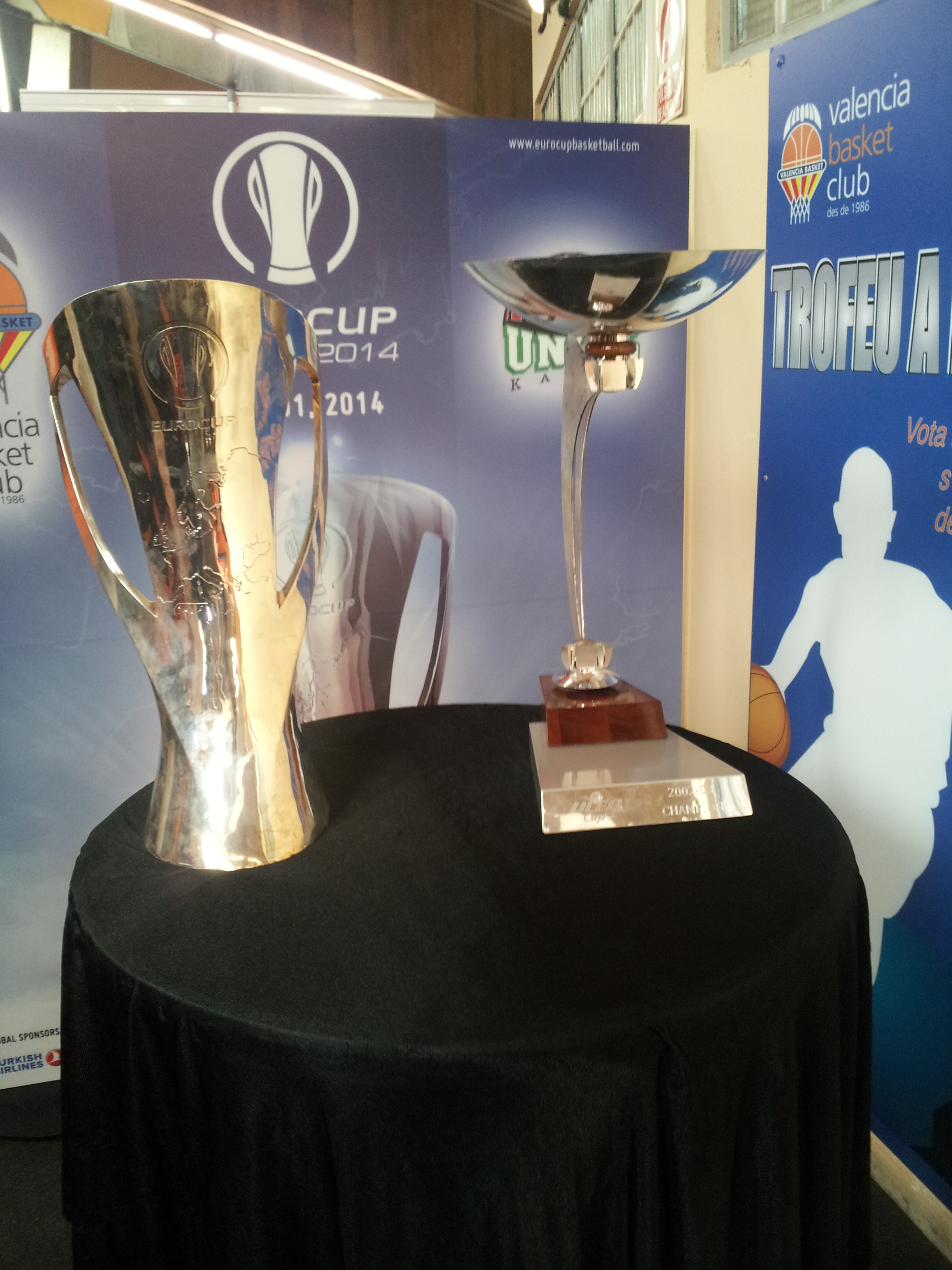
ULEB Cup (rechts)
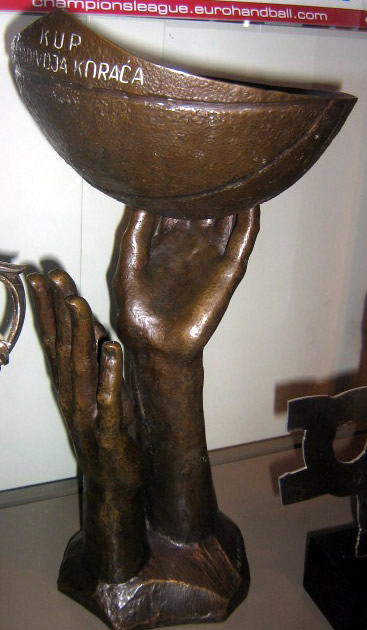
Korać Cup

### Bekannte ehemalige Spieler
| - Joe Arlauckas - Wendell Alexis - José Biriukov - Dejan Bodiroga - Wayne Brabender - Pat Burke - Juan Antonio Corbalán - Dražen Dalipagić - Mirza Delibašić - Luka Dončić - Aleksandar „Saša“ Đorđević - Antonios Fotsis | - Jorge Garbajosa - Willy Hernangómez - Alberto Herreros - Serge Ibaka - Iturriaga - Rimas Kurtinaitis - Clifford Luyk - Fernando Martín - Nikola Mirotić - Andrés Nocioni - Dražen Petrović - Igor Rakočević | - Emiliano Rodríguez - Sergio Rodríguez - Johnny Rogers - Fernando Romay - Rafael Rullán - Arvydas Sabonis - Lolo Sainz - Carlos Sevillano - Walter Szczerbiak - Norbert Thimm - Jiří Zídek Jr. |

### Bekannte ehemalige Trainer
| - Pedro Ferrándiz - George Karl - Anselmo López - Božidar Maljković | - Ettore Messina - Željko Obradović - Lolo Sainz - Sergio Scariolo |

### Ehrungen und nennenswerte Leistungen
| zurückgezogene Trikotnummern |         |                 |          |                         |
| \| Nr. \| Nat. \| Name \| Position \| Zeit \| \| --- \| ------- \| --------------- \| -------- \| ----------------------- \| \| 10 \| Spanien \| Fernando Martín \| Center \| 1981–1986 und 1987–1989 \| |         |                 |          |                         |
| Nr. | Nat.    | Name            | Position | Zeit                    |
| 10 | Spanien | Fernando Martín | Center   | 1981–1986 und 1987–1989 |

| Mitglieder der Naismith Memorial Basketball Hall of Fame |                  |                |                                    |
| \| Nat. \| Name \| Position \| Zeit \| \| ---------------------------------------------- \| ---------------- \| -------------- \| ---------------------------------- \| \| Jugoslawien Sozialistische Föderative Republik \| Dražen Dalipagić \| Small Forward \| 1982–1983 \| \| Spanien \| Pedro Ferrándiz \| Trainer \| 1959–1962, 1964–1965 und 1966–1975 \| \| Vereinigte Staaten \| George Karl \| Trainer \| 1989–1990, 1991–1992 \| \| Kroatien \| Dražen Petrović \| Shooting Guard \| 1988–1989 \| \| Litauen \| Arvydas Sabonis \| Center \| 1992–1995 \| |                  |                |                                    |
| Nat. | Name             | Position       | Zeit                               |
| Jugoslawien Sozialistische Föderative Republik | Dražen Dalipagić | Small Forward  | 1982–1983                          |
| Spanien | Pedro Ferrándiz  | Trainer        | 1959–1962, 1964–1965 und 1966–1975 |
| Vereinigte Staaten | George Karl      | Trainer        | 1989–1990, 1991–1992               |
| Kroatien | Dražen Petrović  | Shooting Guard | 1988–1989                          |
| Litauen | Arvydas Sabonis  | Center         | 1992–1995                          |

| Mitglieder der FIBA Hall of Fame |                      |                |                                    |
| \| Nat. \| Name \| Position \| Zeit \| \| ---------------------------------------------- \| -------------------- \| -------------- \| ---------------------------------- \| \| Jugoslawien Sozialistische Föderative Republik \| Dražen Dalipagić \| Small Forward \| 1982–1983 \| \| Jugoslawien Sozialistische Föderative Republik \| Mirza Delibašić \| Shooting Guard \| 1981–1983 \| \| Spanien \| Pedro Ferrándiz \| Trainer \| 1959–1962, 1964–1965 und 1966–1975 \| \| Spanien \| Fernando Martín \| Center \| 1981–1986 und 1987–1989 \| \| Italien \| Ettore Messina \| Trainer \| 2009–2011 \| \| Puerto Rico \| José „Piculín“ Ortiz \| Center \| 1990 \| \| Kroatien \| Dražen Petrović \| Shooting Guard \| 1988–1989 \| \| Spanien \| Emiliano Rodríguez \| Small Forward \| 1960–1973 \| \| Litauen \| Arvydas Sabonis \| Center \| 1992–1995 \| \| Spanien \| Raimundo Saporta \| Förderer \| 1953–1978 und 1985–1991 \| |                      |                |                                    |
| Nat. | Name                 | Position       | Zeit                               |
| Jugoslawien Sozialistische Föderative Republik | Dražen Dalipagić     | Small Forward  | 1982–1983                          |
| Jugoslawien Sozialistische Föderative Republik | Mirza Delibašić      | Shooting Guard | 1981–1983                          |
| Spanien | Pedro Ferrándiz      | Trainer        | 1959–1962, 1964–1965 und 1966–1975 |
| Spanien | Fernando Martín      | Center         | 1981–1986 und 1987–1989            |
| Italien | Ettore Messina       | Trainer        | 2009–2011                          |
| Puerto Rico | José „Piculín“ Ortiz | Center         | 1990                               |
| Kroatien | Dražen Petrović      | Shooting Guard | 1988–1989                          |
| Spanien | Emiliano Rodríguez   | Small Forward  | 1960–1973                          |
| Litauen | Arvydas Sabonis      | Center         | 1992–1995                          |
| Spanien | Raimundo Saporta     | Förderer       | 1953–1978 und 1985–1991            |

| Mitglieder der Euroleague’s 50 Greatest Contributors |                       |                |                                    |
| \| Nat. \| Name \| Position \| Zeit \| \| ---------------------------------------------- \| --------------------- \| -------------- \| ---------------------------------- \| \| Serbien \| Dejan Bodiroga \| Small Forward \| 1996–1998 \| \| Spanien \| Juan Antonio Corbalán \| Point Guard \| 1971–1988 \| \| Vereinigte Staaten Spanien \| Wayne Brabender \| Shooting Guard \| 1967–1983 \| \| Jugoslawien Sozialistische Föderative Republik \| Dražen Dalipagić \| Small Forward \| 1982–1983 \| \| Jugoslawien Sozialistische Föderative Republik \| Mirza Delibašić \| Shooting Guard \| 1981–1983 \| \| Serbien \| Aleksandar Đorđević \| Point Guard \| 1999–2003 \| \| Spanien \| Pedro Ferrándiz \| Trainer \| 1959–1962, 1964–1965 und 1966–1975 \| \| Vereinigte Staaten Spanien \| Clifford Luyk \| Center \| 1962–1978 \| \| Serbien \| Božidar Maljković \| Trainer \| 2004–2006 \| \| Italien \| Ettore Messina \| Trainer \| 2009–2011 \| \| Serbien \| Željko Obradović \| Trainer \| 1994–1997 \| \| Kroatien \| Dražen Petrović \| Shooting Guard \| 1988–1989 \| \| Spanien \| Emiliano Rodríguez \| Small Forward \| 1960–1973 \| \| Litauen \| Arvydas Sabonis \| Center \| 1992–1995 \| \| Spanien \| Lolo Sainz \| Trainer \| 1975–1989 \| \| Vereinigte Staaten \| Walter Szczerbiak \| Small Forward \| 1973–1980 \| |                       |                |                                    |
| Nat. | Name                  | Position       | Zeit                               |
| Serbien | Dejan Bodiroga        | Small Forward  | 1996–1998                          |
| Spanien | Juan Antonio Corbalán | Point Guard    | 1971–1988                          |
| Vereinigte Staaten Spanien | Wayne Brabender       | Shooting Guard | 1967–1983                          |
| Jugoslawien Sozialistische Föderative Republik | Dražen Dalipagić      | Small Forward  | 1982–1983                          |
| Jugoslawien Sozialistische Föderative Republik | Mirza Delibašić       | Shooting Guard | 1981–1983                          |
| Serbien | Aleksandar Đorđević   | Point Guard    | 1999–2003                          |
| Spanien | Pedro Ferrándiz       | Trainer        | 1959–1962, 1964–1965 und 1966–1975 |
| Vereinigte Staaten Spanien | Clifford Luyk         | Center         | 1962–1978                          |
| Serbien | Božidar Maljković     | Trainer        | 2004–2006                          |
| Italien | Ettore Messina        | Trainer        | 2009–2011                          |
| Serbien | Željko Obradović      | Trainer        | 1994–1997                          |
| Kroatien | Dražen Petrović       | Shooting Guard | 1988–1989                          |
| Spanien | Emiliano Rodríguez    | Small Forward  | 1960–1973                          |
| Litauen | Arvydas Sabonis       | Center         | 1992–1995                          |
| Spanien | Lolo Sainz            | Trainer        | 1975–1989                          |
| Vereinigte Staaten | Walter Szczerbiak     | Small Forward  | 1973–1980                          |

### Spiele gegen Mannschaften der NBA
Real Madrid hat bislang neun Spiele gegen Teams der nordamerikanischen Profiliga NBA bestritten. Im Rahmen des McDonald’s Open, einem Turnier, in dem die besten Teams Europas auf einen Vertreter der NBA trafen, spielte Real Madrid im Jahr 1988 gegen die Boston Celtics und 1993 gegen die Phoenix Suns. Beide Begegnungen verlor man recht deutlich mit 96:111 bzw. mit 115:145. Der erste Sieg gelang im Rahmen der NBA Europe Live Tour 2007, als man die Toronto Raptors mit 104:103 bezwingen konnte. In der NBA Europe Live Tour 2009 unterlag Real Madrid mit 87:109 den Utah Jazz. In der Euroleague American Tour 2012 spielten die Spanier ihre ersten zwei Auswärtsspiele nach NBA-Regeln gegen Teams der nordamerikanischen Profiliga. Real Madrid unterlag den Memphis Grizzlies und den Toronto Raptors mit 93:105 bzw. mit 95:102. Nach einer weiteren Niederlage gegen die Boston Celtics im Jahre 2015, gelang Real Madrid im Oktober 2016 gegen die Oklahoma City Thunder durch ein 142:137 nach Verlängerung der zweite Sieg gegen ein Team der NBA. Nach siebenjähriger Pause waren die Dallas Mavericks rund um den ehemaligen Real Madrid Nachwuchs- und Profispieler Luka Dončić im Oktober 2023 bei den „Königlichen“ zu Gast. Die Spanier feierten dabei mit einem 127:123 ihren dritten Sieg gegen eine Mannschaft aus der NBA.
| Datum            | Ort     | Stadion             |                   |                       | Ergebnis |
| ---------------- | ------- | ------------------- | ----------------- | --------------------- | -------- |
| 23. Oktober 1988 | Madrid  | Palacio de Deportes | Real Madrid       | Boston Celtics        | 096:111  |
| 22. Oktober 1993 | München | Olympiahalle        | Real Madrid       | Phoenix Suns          | 115:145  |
| 11. Oktober 2007 | Madrid  | Palacio de Deportes | Real Madrid       | Toronto Raptors       | 104:103  |
| 08. Oktober 2009 | Madrid  | Palacio de Deportes | Real Madrid       | Utah Jazz             | 087:109  |
| 06. Oktober 2012 | Memphis | FedExForum          | Memphis Grizzlies | Real Madrid           | 105:93   |
| 08. Oktober 2012 | Toronto | Air Canada Centre   | Toronto Raptors   | Real Madrid           | 102:95   |
| 08. Oktober 2015 | Madrid  | Barclaycard Center  | Real Madrid       | Boston Celtics        | 96:111   |
| 03. Oktober 2016 | Madrid  | Barclaycard Center  | Real Madrid       | Oklahoma City Thunder | 142:137  |
| 10. Oktober 2023 | Madrid  | WiZink Center       | Real Madrid       | Dallas Mavericks      | 127:123  |

## Jugendarbeit
Real Madrid verfügt über Nachwuchsmannschaften von der Altersklasse U-12 (Preinfantil) bis zur U-18 (Júnior). Darüber hinaus existiert eine B-Mannschaft, die in er Liga EBA, der vierten Spielklasse in Spanien, vertreten ist und als Sprungbrett zur ersten Mannschaft dient. Beim seit 2002/03 ausgetragenen Euroleague Basketball Next Generation Tournament, dem derzeit bedeutendsten kontinentalen Turnier für U-18 Mannschaften, konnte Real Madrid fünf Siege feiern (2015, 2019, 2021, 2023 und 2024) und stand ein weiteres Mal im Endspiel (2014), damit ist man bei diesem Wettbewerb die erfolgreichste Mannschaft (Stand 2024). Bei spanischen Meisterschaften für Junioren hält Real Madrid im Jahr 2023 bei 15 U-18-Titeln, zwölf Siegen in der U-16-Kategorie sowie zehn Triumphen der U-14-Mannschaft.
Einige der bekanntesten Spieler in der Geschichte des spanischen Basketballsports begannen ihre Laufbahn in der Jugend von Real Madrid, etwa Carlos Sevillano, Lolo Sainz, Rafael Rullán, Carmelo Cabrera oder Juan Antonio Corbalán. Insbesondere ab den 2000er Jahren begann der Klub junge Talente auch außerhalb der spanischen Grenzen, insbesondere in Europa und Afrika, zu scouten. Aus dem Nachwuchs Real Madrids haben seither einige Spieler den Sprung bis in die NBA geschafft. Der Pole Maciej Lampe, der Kroate Bojan Bogdanović, der Serbe Tristan Vukčević sowie die Spanier Nikola Mirotić, Willy Hernangómez und Usman Garuba erreichten ebenso die bedeutendste Profiliga der Welt wie der Slowene Luka Dončić, der sich mit 13 Jahren der Jugend von Real Madrid anschloss und mittlerweile als einer der besten Spieler der NBA gilt.

### Erfolge
U-18
- Euroleague Basketball Next Generation Tournament (5, Rekord): 2015, 2019, 2021, 2023, 2024
- Spanische Meisterschaft (15): 1970, 1972, 1974, 1978, 1979, 1982, 1983, 1996, 1997, 2000, 2014, 2015, 2017, 2018, 2019

U-16
- Spanische Meisterschaft (12, Rekord): 1986, 2002, 2003, 2004, 2005, 2015, 2017, 2018, 2019, 2021, 2022, 2023

U-14
- Spanische Meisterschaft (10): 1993, 1999, 2013, 2015, 2016, 2017, 2018, 2019, 2021, 2022
- Minicopa del Rey (Pokalbewerb, 9, Rekord): 2013, 2014, 2015, 2016, 2017, 2018, 2019, 2022, 2023